# Archichlora florilimbata
Archichlora florilimbata là một loài bướm đêm trong họ Geometridae.